# Sichelsalmler
Der Sichelsalmler (Hyphessobrycon jackrobertsi) ist eine kleine Fischart aus der Salmlerfamilie der Acestrorhamphidae, die im peruanischen Abschnitt des Amazonasbeckens (Region Loreto) vorkommt. Er wurde erst 2014 durch Axel Zarske, damals Sektionsleiter der Ichthyologie der Senckenberg Naturhistorischen Sammlungen Dresden, wissenschaftlich beschrieben, war in der Aquaristik jedoch schon seit 1958 unter der Bezeichnung Hyphessobrycon 'robertsi' bekannt. Die Art  wurde nach Jack Roberts benannt, einem in Miami ansässigen Zierfischimporteur.

## Merkmale
Der Sichelsalmler erreicht eine Standardlänge von 3,5 Zentimetern und hat einen seitlich stark abgeflachten, hochrückigen Körper, wobei die Rückenlinie stärker ansteigt, als sich die Bauchlinie absenkt. Der „Nacken“ ist etwas eingebuchtet. Mit der Rückenflossenbasis fällt die Rückenlinie wieder ab und verläuft dann bis zur Fettflosse gerade oder leicht konkav. Die maximale Körperhöhe wird kurz vor der Rückenflosse erreicht. Die Standardlänge liegt beim 2,31 bis 2,73-fachen der größten Körperhöhe. Die Fische sind bräunlich mit einem rötlichen Schimmer bis kräftig rot gefärbt. Die Oberseite des Kopfes ist bräunlich. Auf dem Rücken sind die Schuppenränder braun, so dass sich ein dunkles Netzmuster ergibt. Die Kopfunterseite ist silbrig. Hinter dem Kiemendeckel befindet sich ein senkrecht angeordneter dunkler Fleck. Die Iris des Auges ist silbrig und im oberen Drittel rot. Die hohe, stark ausgezogene Rückenflosse ist von ihrer roten Basis abgesehen schwarz. Hin und wieder zeigt sie einen weißen Saum. Die Schwanzflosse ist rot, ihr Rand ist transparent. Die Afterflosse ist transparent rotbraun gefärbt und hat einen schwarzen Rand. Die Bauchflossen sind rotbraun bis schwarz, ihre Spitzen sind immer schwarz. Die Brustflossen sind transparent. Die Art zeigt einen ausgeprägten Sexualdimorphismus. Bei ausgewachsenen Männchen sind die Rücken- und die Afterflosse sowie die Bauchflossen deutlich verlängert und an ihren distalen Spitzen schwärzlich gefärbt.
- Flossenformel: Dorsale ii/9, Anale ii-iv/24-27, Pectorale i/12, Ventrale i/7, Caudale 1/9-8/1.
- Schuppenformel: mLR 31-33.